# Deverall Island
Deverall Island – niewielka, pokryta lodem wyspa położona na Morzu Rossa. Jest w całości otoczona przez Lodowiec Szelfowy Rossa. Została nazwana na cześć Williama Harolda Deveralla, radiotelegrafisty stacjonującego w Scott Base. Jest uważana za najdalej na południe wysuniętą wyspę świata.